# Irving Jaffee

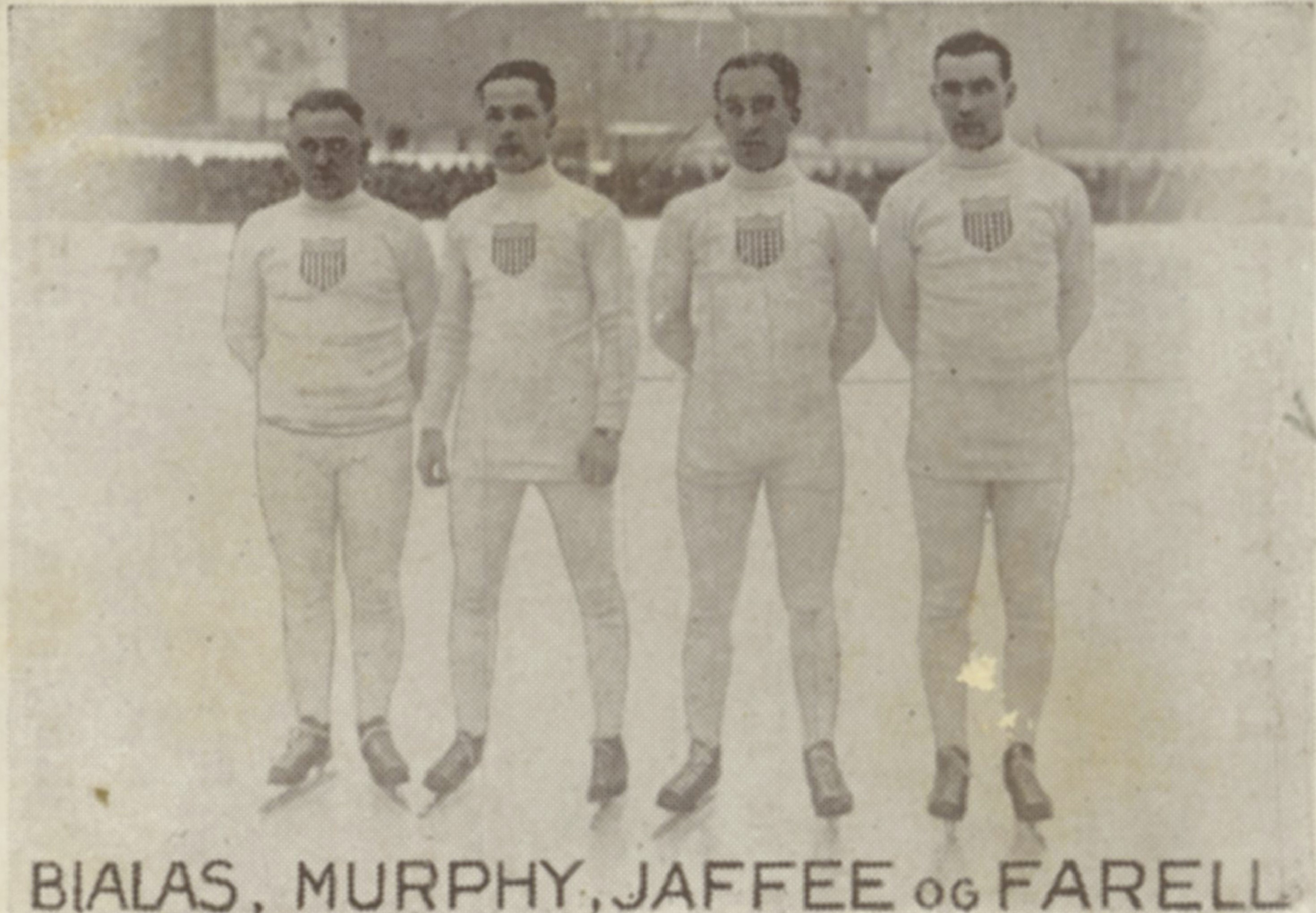
De Amerikaanse schaatsers op de Olympische Spelen in Sankt Moritz, 1928

Irving W. Jaffee (New York, 15 september 1906 – San Diego (Californië), 21 maart 1981) was een Amerikaans langebaanschaatser.
Jaffee nam tweemaal deel aan een internationaal schaatskampioenschap. Beide betroffen de Olympische Winterspelen (in 1928 en 1932).

## Biografie
Jaffee debuteerde op de OS van 1928 in Sankt Moritz met de elfde plaats op de 500 meter, werd vierde op de 5000 meter, vervolgens zevende plaats op de 1500 meter en op de 10.000 meter schaatste hij in de eerste rit tegen de Noor Bernt Evensen (en de wereldkampioen van 1927) waar hij de gehele rit achter Evensen reed maar in de slotronde alsnog voorbij reed. Tot het moment van afgelasting van de 10.000 meter (vanwege dooi) stond Jaffee eerste in de tussenstand.
De Winterspelen van 1932 vonden plaats in Lake Placid, gelegen in zijn thuisstaat New York. Op deze editie werden de schaatswedstrijden volgens het Noord-Amerikaanse systeem van 'packstyle' verreden (waarbij meerdere deelnemers tegelijk de race schaatsen). Hierbij was hij in het voordeel ten opzichte van de Europese schaatsers die hier onbekend mee waren. Jaffee was alleen voor de beide langste afstanden ingeschreven en op beide afstanden, de 5000 en 10.000 meter, werd hij olympisch kampioen.
Irving Jaffee is opgenomen in de United States Skating Hall of Fame en in de International Jewish Sports Hall of Fame.

## Persoonlijke records
| Afstand     | Tijd    | Datum            | Baan         |
| ----------- | ------- | ---------------- | ------------ |
| 500 meter   | 45,2    | 13 februari 1928 | Sankt Moritz |
| 1500 meter  | 2.26,7  | 14 februari 1928 | Sankt Moritz |
| 5000 meter  | 8.42,2  | 28 januari 1928  | Oslo         |
| 10000 meter | 18.36,5 | 14 februari 1928 | Sankt Moritz |

## Resultaten
| Jaar | Olympische Spelen          |
| ---- | -------------------------- |
| 1928 | 11e 500m 7e 1500m 4e 5000m |
| 1932 | 5000m · 10.000m            |

### Medaillespiegel
| Kampioenschap     | Goud · | Zilver · | Brons · |
| ----------------- | ------ | -------- | ------- |
| Olympische Spelen | 2      | 0        | 0       |

1924: Clas Thunberg ·
1928: Ivar Ballangrud ·
1932: Irving Jaffee ·
1936: Ivar Ballangrud ·
1948: Reidar Liaklev ·
1952: Hjalmar Andersen ·
1956: Boris Sjilkov ·
1960: Viktor Kositsjkin ·
1964: Knut Johannesen ·
1968: Fred Anton Maier ·
1972: Ard Schenk ·
1976: Sten Stensen ·
1980: Eric Heiden ·
1984: Tomas Gustafson ·
1988: Tomas Gustafson ·
1992: Geir Karlstad ·
1994: Johann Olav Koss ·
1998: Gianni Romme ·
2002: Jochem Uytdehaage ·
2006: Chad Hedrick ·
2010: Sven Kramer ·
2014: Sven Kramer ·
2018: Sven Kramer ·
2022: Nils van der Poel
1924: Julius Skutnabb ·
1928: afgelast ·
1932: Irving Jaffee ·
1936: Ivar Ballangrud ·
1948: Åke Seyffarth ·
1952: Hjalmar Andersen ·
1956: Sigge Ericsson ·
1960: Knut Johannesen ·
1964: Jonny Nilsson ·
1968: Johnny Höglin ·
1972: Ard Schenk ·
1976: Piet Kleine ·
1980: Eric Heiden ·
1984: Igor Malkov ·
1988: Tomas Gustafson ·
1992: Bart Veldkamp ·
1994: Johann Olav Koss ·
1998: Gianni Romme ·
2002: Jochem Uytdehaage ·
2006: Bob de Jong ·
2010: Lee Seung-hoon ·
2014: Jorrit Bergsma ·
2018: Ted-Jan Bloemen ·
2022: Nils van der Poel
- International Standard Name Identifier: 0000 0003 8974 2598
- Nederlandse Thesaurus van Auteursnamen: 291006590
- SNAC: w6tp35r7
- Virtual International Authority File: 92834612
- WorldCat: E39PBJpJhcXdyG63CMQxhMCRKd